# Обратимое сдерживание спермы под руководством (метод контрацепции)
Обратимое сдерживание спермы под руководством (ОССПР, англ. Reversible inhibition of sperm under guidance, RISUG), ранее известный как синтетический полимер стирола малеинового ангидрида — название мужского контрацептива, разрабатываемого в Индийском институте технологии в Харагпуре доктором Суджой К. Гуа. Сейчас идет 3 фаза клинических испытаний, замедляемая недостатком добровольцев. Запатентовано в Индии, Китае, Бангладеш и США. В США предпринимаются попытки получить одобрение Управления по контролю качества пищевых продуктов и лекарственных средств на эту операцию под названием Vasalgel.

## Принцип действия
ОССПР работает путём укола в семявыводящие протоки — ёмкость, по которой двигается сперма перед эякуляцией. ОССПР похоже на вазэктомию тем, что при обоих операциях делаются местный наркоз, затем делается разрез мошонки, и семявыводящие протоки вытягиваются наружу небольшим пинцетом. Вместо того, чтобы разрезать и прижигать семявыводящие протоки, как это делается при вазэктомии, в потоки вкалывается полимерный гель, затем они заталкиваются назад в мошонку. В считанные минуты укол покрывает стенки потоков прозрачным гелем, состоящим из 60 мг сополимера стирола или малеинового ангидрида (SMA) со 120 микролитрами растворителя диметилсульфоксида. Сополимер производится облучением 2 мономеров дозой от 0,2 до 0,24 мегарад на каждые 40 грамм сополимера и с мощностью дозы от 30 до 40 рад/сек. Источник облучения — гамма-радиация кобальта-60.
Воздействие химического вещества на сперму изучено не полностью. Первоначально считалось, что вещество снижало водородный показатель среды на достаточно низкий для уничтожения спермы уровень. Последние исследования утверждают, что для объяснения воздействия этого недостаточно.
Согласно одной из гипотез, полимер является ангидридом, и гидролизуется из-за наличия воды в семенной жидкости. В результате разрыва циклической группы полимер становится гидридом и получает положительный электрический заряд. Это нарушает отрицательный заряд мембраны спермы при соприкосновении с ней полимера.
Профессор Гуа предполагает, что полимерное покрытие имеет мозаику из отрицательных и положительных электрических зарядов. Перепад заряда геля разрывает клеточную мембрану спермы во время её прохождения по семявыводящим потокам, деактивируя сперматозоиды до того, как они начинают свой путь к яйцеклетке.
«В течение часа препараты производят электрический заряд, который нейтрализует электрический заряд сперматозоидов, не давая им проникнуть в яйцеклетку»,— сказал доктор Гуа.

## Достоинства
По словам доктора Гуа, некоторыми достоинствами операции являются:
- Эффективность — у партнеров 250 добровольцев. 15 из вышеуказанных 250 добровольцев ОССПР было вколото более 10 лет назад.
- Удобство — перед половым актом не нужно предпринимать каких-либо действий.
- Цена — сам укол дешевле шприца, и его долгосрочная эффективность теоретически могут сократить расходы на этот метод контрацепции до 4-5 раз за жизнь пациента, решившего продолжить пользование этим методом.
- Амбулаторная процедура — пациенты могут покинуть больницу немедленно после укола и продолжить свою обычную половую жизнь через неделю.
- Время действия — по словам доктора Гуа, один 60-миллиграммовый укол может действовать как минимум 10 лет.
- Сниженные побочные эффекты — после проверки ОССПР на более чем 250 добровольцах ни доктор Гуа, ни другие исследователи в этой области не сообщили о каких-либо побочных эффектах, кроме небольшого отека мошонки у некоторых мужчин сразу после укола, который проходит через несколько недель,[7] хотя также есть неподтвержденные сообщения о проблемах с почками[8]. Кроме того, так как сперма все ещё может беспрепятственно выходить из тела, пациенты не испытывают давления или гранулемы, которые могут стать результатом вазэктомии.[3]
- Обратимость — контрацептивное действие операции можно отменить, промыв семявыводящие протоки ещё одним уколом раствора диметилсульфоксида или бикарбоната натрия(Раствор бикарбоната натрия нельзя использовать как растворитель в первом уколе, так как иначе он нейтрализует эффект положительного электрического заряда). Хотя эта процедура восстановления была опробована только на приматах, у неё был неоднократный успех. В отличие от вазэктомии (см. гематотестикулярный барьер), семявыводящие протоки перекрываются не полностью, и телу не приходится впитывать задержанную сперму, к тому же антитела спермы производятся в больших количествах, благодаря чему успех операции по восстановлению вероятнее, чем успех операции по восстановлению после вазэктомии.

## Потенциальные опасности
В октябре 2002 года Министерство здравоохранения и поддержки семьи Индии прекратило клинические испытания в связи с сообщениями о наличии альбумина в моче и опухоли мошонки участников 3 фазы клинических испытаний. Индийский Совет по медицинским исследованиям (ИСМИ) отметил, что диметилсульфоксид, используемый как растворитель для укола, как известно, вызывает повреждение почек. Хотя ИСМИ трижды рассмотрел и подтвердил токсикологические данные, по словам ВОЗ и индийских исследователей, исследования были проведены не в соответствии с последними международными стандартами. В 2011 году испытания были возобновлены из-за отсутствия доказательств побочных эффектов.

## Интеллектуальная собственность
В США интеллектуальные права на операцию были приобретены между 2010 и 2012 годами некоммерческой организацией Parsemus Foundation.